# Dale Robertson
Dayle Lymoine Robertson (Harrah, 14 de julho de 1923 — La Jolla, 27 de fevereiro de 2013) foi um ator norte-americano.
Ator de televisão e cinema, trabalhou em Hollywood em filmes do gênero faroeste. Na Segunda Guerra Mundial, lutou pelo exército americano no Norte da África e na Europa, recebendo medalhas de bravura por suas atuações.